# Berlitz
Pour les articles homonymes, voir Berlitz (homonymie).
Berlitz (Berlitz International, Inc.), également connue en France sous le nom d'« école Berlitz » ou « cours Berlitz », est une société américaine spécialisée dans l'enseignement des langues. Fondée en 1878 par Maximilian D. Berlitz à Providence (Rhode Island), elle est aujourd'hui implantée dans plus de 70 pays et dispense des cours dans une cinquantaine de langues.
Cette société appartient désormais au groupe japonais Benesse Corporation.

## Historique

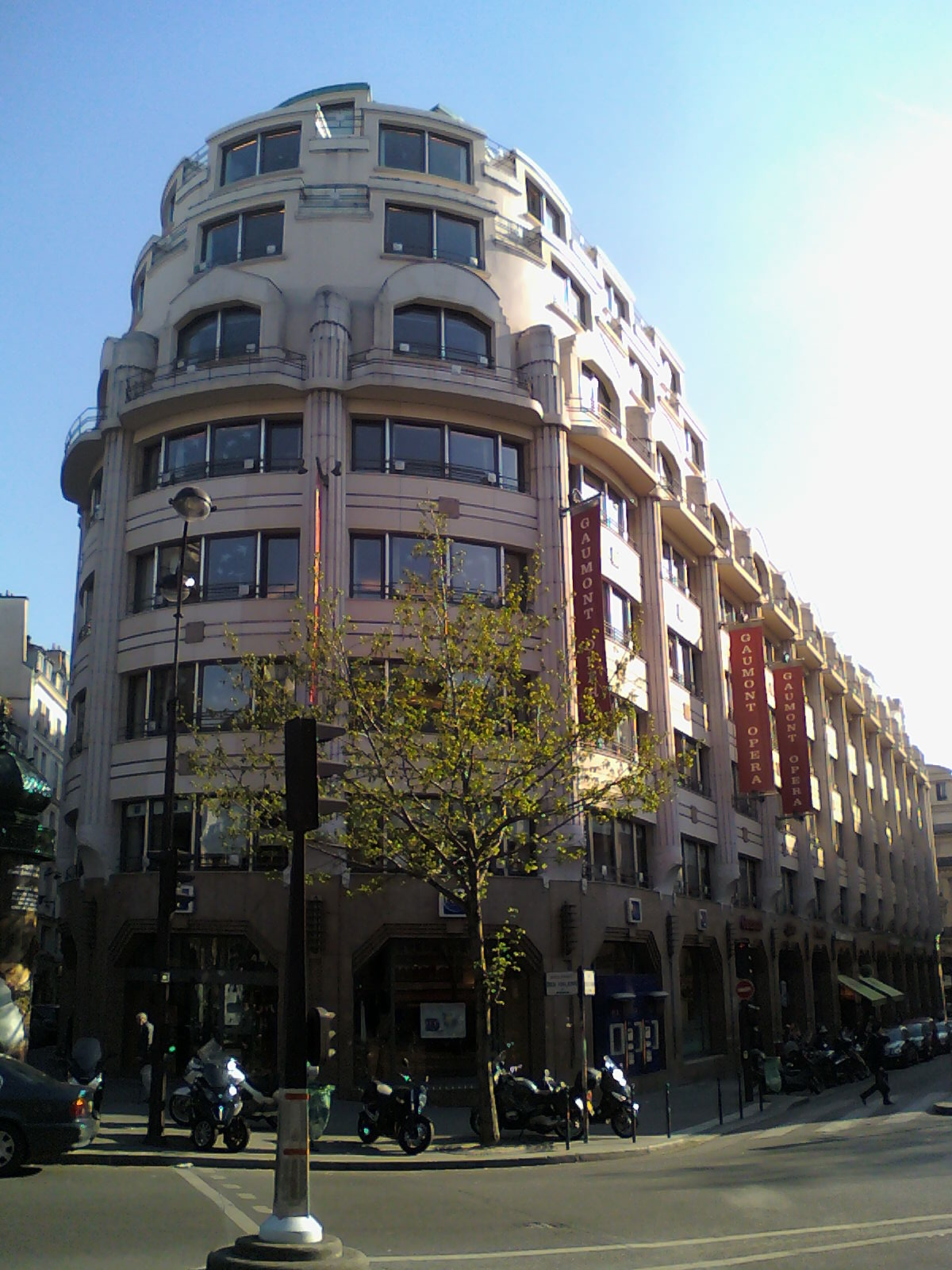
Le palais Berlitz (ou palais du Hanovre) à Paris.

1878 : La première école de langues Berlitz
Maximilian Berlitz, né en Allemagne en 1852 dans une famille d'enseignants et de mathématiciens, émigra aux États-Unis en 1870 et s'installa à Westerly, dans le Rhode Island. En 1877, il déménage à Providence, où il enseigne les langues au Bryant and Stratton National Business College, plus tard connu sous le nom de Warner's Polytechnic Business College. En 1878, Berlitz fonde la première école de langues Berlitz à Providence. Parlant couramment plusieurs langues, il cherche des alternatives à la méthode traditionnelle de grammaire-traduction et commence à développer une approche plus interactive et basée sur l'immersion pour l'enseignement des langues.
Les années 1880 : la méthode Berlitz
Au début de l'école, Maximilian Berlitz a mis au point la méthode Berlitz, qui met l'accent sur l'apprentissage conversationnel et la participation active des élèves. Il a embauché un assistant francophone, ce qui a révélé que les techniques d'immersion étaient plus efficaces que les méthodes traditionnelles de traduction grammaticale. Cette approche a révolutionné l'apprentissage des langues en mettant l'accent sur l'immersion dès le premier jour de cours.
Années 1880-1900 : expansion en Europe et au-delà
La demande ayant explosé, de nouveaux sites ont rapidement vu le jour à travers les États-Unis et, à la fin des années 1880, Berlitz a fait ses premiers pas à l'étranger en ouvrant des écoles à Berlin, Paris et Londres. À la fin du XIXe siècle, l'entreprise comptait près de 100 écoles dans le monde entier. Dans les années 1950, Berlitz a ouvert son premier centre de langues en Amérique latine, au Mexique, suivi d'autres sites au Brésil, au Venezuela, en Argentine, en Colombie, au Chili et au Pérou. En 1966, Berlitz s'est implanté en Asie, en commençant par un centre de langues à Tokyo.
Première et Seconde Guerres mondiales : le leadership des femmes
Pendant les deux guerres mondiales, Berlitz a dû faire face à des défis, notamment la perte de ses dirigeants masculins partis faire leur service militaire. En conséquence, de nombreuses écoles ont été gérées par des femmes, qui ont joué un rôle essentiel dans le maintien des activités et la poursuite des cours malgré les troubles mondiaux.
Les années 1960 : l'âge d'or de l'expansion
Dans les années 1960, Berlitz est entré dans une nouvelle phase de croissance, stimulée par l'augmentation des voyages internationaux et la demande croissante pour l'apprentissage de l'anglais, en particulier en raison de l'influence politique et culturelle des États-Unis. Au cours de cette période, Charles Berlitz, petit-fils de Maximilian Berlitz, a développé les guides de voyage Berlitz, qui sont devenus très populaires et ont contribué à renforcer la marque mondiale de l'entreprise.
1964 : Lancement de Berlitz Total Immersion
Berlitz a lancé son programme d'apprentissage linguistique le plus intensif, Berlitz Total Immersion, en 1964. Ce programme était conçu pour offrir une immersion linguistique et culturelle complète grâce à des cours personnalisés qui se déroulaient dans des situations réelles, comme un déjeuner avec un professeur ou la participation à des sessions parallèles avec deux instructeurs.
Années 1980 : la Fondation Berlitz et l'apprentissage des langues par les enfants
Dans les années 1980, Berlitz a élargi son offre pour inclure l'enseignement des langues aux enfants, en lançant Berlitz Kids en 1982. Berlitz a également commencé à soutenir des causes sociales, avec la création en 2006 de la Fondation Berlitz pour soutenir l'éducation et les droits des enfants, en particulier dans la région du Sahel en Afrique.
Les années 2000 : s'adapter à l'ère numérique
Avec l'avènement des ordinateurs personnels, Berlitz s'est lancé dans l'enseignement numérique en proposant des cours en ligne au début des années 2000. Ces cours reflétaient les cours traditionnels en classe, mais offraient la commodité de l'apprentissage à distance. Berlitz permettait également aux étudiants d'enregistrer les cours pour faciliter leur révision.
Berlitz aujourd'hui
À ce jour, Berlitz est présent dans plus de 70 pays et propose des cours de langues à divers publics, notamment des professionnels, des enfants et des voyageurs. L'entreprise intègre son approche pédagogique traditionnelle basée sur l'immersion aux technologies numériques afin de s'adapter à l'évolution des besoins éducatifs.

## La méthode Berlitz
La « méthode Berlitz » utilise la méthode directe et met l'accent sur l'utilisation de la langue comme outil de communication. La méthode directe, contrairement à la méthode traditionnelle de traduction grammaticale, préconise l'enseignement uniquement à travers la langue cible, le raisonnement étant que les étudiants seront capables de déduire les règles grammaticales à partir de la langue d'entrée fournie, sans nécessairement être capables d'expliquer les règles de manière explicite. Aujourd'hui, il existe toute une série de méthodes et de théories dérivées qui trouvent leur origine dans les éléments naturels et communicatifs mis au point par Berlitz.

## Propriété et transitions de l'entreprise

### Période de propriété de Macmillan, Inc.
En 1966, Berlitz est devenue une filiale de Macmillan, Inc. Robert Strumpen-Darrie a continué à occuper le poste de président jusqu'à sa retraite en 1970, Raphael Alberola est devenu PDG pendant environ 4 ou 5 ans, puis Elio Boccitto a dirigé l'entreprise pendant la majeure partie des années 1980. En novembre 1988, Maxwell Communication Corporation a racheté Macmillan, et à peine un an plus tard, Berlitz est entrée en bourse.
Le 19 août 1992, Berlitz International Inc. a annoncé avoir signé un accord définitif pour vendre 67 % de ses parts à la société Fukutake Publishing, la fusion devant être finalisée avant la fin de l'année. Le 28 janvier 1993, Berlitz International Inc. a annoncé qu'une décision de justice dissociant la société de services linguistiques de la société Maxwell Communication Corporation, en faillite, avait ouvert la voie à la fusion en cours de Berlitz, tandis que les actionnaires ont approuvé la fusion lors d'une assemblée générale tenue le même jour à New York, la fusion devant être finalisée le 8 février 1993.

### Période sous la propriété de Benesse Corporation
En 2001, Berlitz est devenue une filiale à 100 % de Benesse Corporation. En 2002, Berlitz Publishing a été vendu à Langenscheidt. Aujourd'hui, Berlitz Publishing appartient à APA Publications, dirigée par René Frey, la vente de Berlitz Publishing et d'Insight Guides par Langenscheidt ayant eu lieu début 2014,,.
Le 1er novembre 2010, Berlitz International, Inc. a annoncé son changement de nom, passant de Berlitz International, Inc. à Berlitz Corporation, avec effet immédiat.
En février 2022, toutes les actions de Berlitz Corporation détenues par Benesse Holdings ont été transférées à Berlitz Holdings, une société créée grâce à un investissement à 100 % d'ILSC Holdings LP (qui détient ILSC Education Group, une société spécialisée dans les activités d'enseignement des langues, telles que les études à l'étranger). Dans le même temps, le conseil d'administration de Benesse Holdings a transféré toutes les actions de Berlitz Japan (15,75 % de toutes les actions détenues par Benesse) à Berlitz.

## Filiales
- Berlitz Japan, Inc. (ベルリッツ・ジャパン株式会社): première succursale de Berlitz au Japon, créée à Akasaka en 1966[12].
- ELS Educational Services, Inc. : En 1988, Berlitz International, Inc. a racheté Language Institute for English (L.I.F.E.), qui est ensuite devenu ELS Language Centers[13].
- Second Language Testing, Inc. : Spécialisée dans le développement de tests de maîtrise d'une langue seconde et dans la traduction et l'adaptation de tests de performance standardisés aux langues et cultures maternelles des étudiants. Le 7 mars 2011, Berlitz Corporation a annoncé l'acquisition de Second Language Testing, Inc. (SLTI)[14].
- Telelangue SA : Le 11 août 2011, Berlitz Corporation a annoncé l'acquisition de Telelangue SA[15].

### Anciennes filiales
- Phoenix Associates Co., Ltd. (フェニックス アソシエイツ株式会社) : En 2009, Berlitz a acquis Phoenix Associates Co., Ltd. Le 31 octobre 2012, Berlitz Corporation a annoncé la fusion de Phoenix Associates Co., Ltd. avec Berlitz Japan, Inc. à compter du 1er janvier 2013[16],[17].
- Berlitz Publishing (Apa Publications (UK) Ltd) : marque d'édition de Berlitz, détenue par Langenscheidt de 2002 à 2014, puis vendue et dirigée par René Frey.

## Syndicats
Au Japon, les enseignants Berlitz sont représentés par plusieurs syndicats. Dans la région du Kansai, ils sont représentés par le Syndicat général, et dans la région du Kanto, ils sont représentés par le Begunto, le Syndicat général Berlitz de Tokyo, fait partie de Tozen, et du syndicat Berlitz au NUGW qui appartient au Conseil national des syndicats.
En Allemagne, les enseignants et le personnel administratif sont représentés par le GEW. En novembre 2010, la direction a tenté pour la première fois de récupérer les gains des employés des 30 dernières années afin de réduire substantiellement les conditions garanties dans la convention collective, menaçant de licencier jusqu'à la moitié des enseignants contractuels si les concessions n'étaient pas acceptées.

## Action industrielle

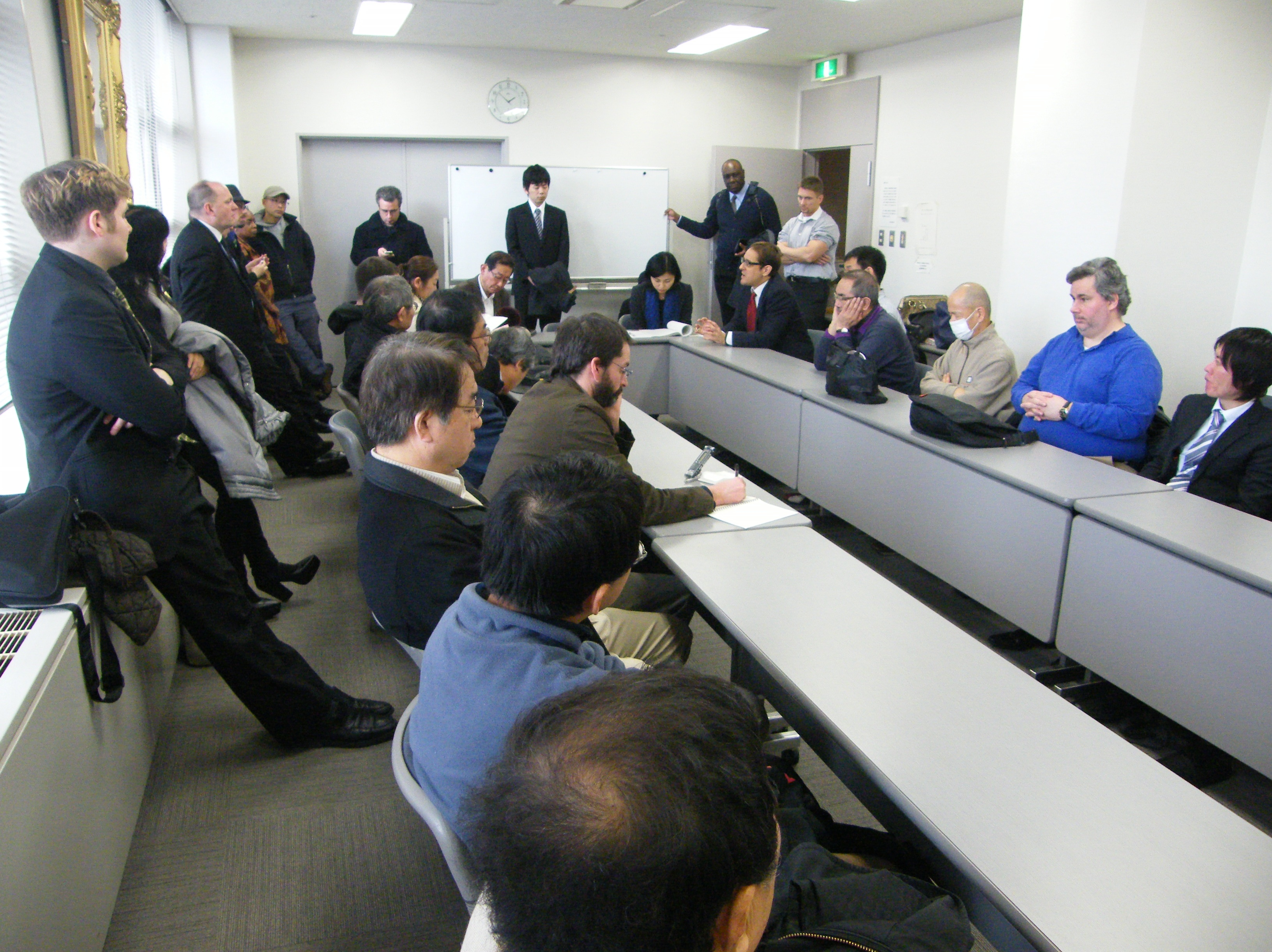
Union members and supporters hear the details of the Tokyo District Court ruling on February 27, 2012.

Bien que la situation chez Berlitz soit différente d'un pays à l'autre, au Japon, il y a eu d'importantes actions syndicales, notamment la grève de Berlitz Japon de 2007-2008 organisée par Begunto, qui est devenue la grève la plus longue et la plus importante parmi les professeurs de langues au Japon. Berlitz a intenté une action en justice contre le syndicat pour les dommages qu'elle dit avoir subis pendant la grève, mais la plainte a été rejetée par le tribunal du district de Tokyo le 27 février. 2012. En une semaine, Berlitz a fait appel de la décision devant la Haute Cour, la première audience devant le tribunal étant fixée au 28 mai 2012. L'audience finale a eu lieu le 27 décembre 2012, date à laquelle un accord a été conclu entre Berlitz et le syndicat. Berlitz a retiré sa plainte devant la Haute Cour et de nouvelles règles de négociation collective ont également été établies. Elles se dérouleront à nouveau en anglais, la langue ayant été remplacée par le japonais. Berlitz a également promis de divulguer davantage d'informations financières au syndicat. L'entreprise a également accepté de verser une augmentation de base aux membres actuels du syndicat, ainsi qu'une prime forfaitaire au syndicat.
En 2010, les employés des centres de langues Berlitz en Allemagne ont connu un conflit social majeur : la direction prévoyait de licencier près de 70 enseignants contractuels afin de réduire les coûts liés à l'emploi de freelances.